# Toklucak, Emirdağ
Toklucak là một xã thuộc huyện Emirdağ, tỉnh Afyonkarahisar, Thổ Nhĩ Kỳ. Dân số thời điểm năm 2011 là 67 người.